# Mareil-le-Guyon
Mareil-le-Guyon é uma comuna francesa na região administrativa da Île-de-France, no departamento de Yvelines. A comuna possui 267 habitantes segundo o censo de 1990.